# Бабаков, Александр Владимирович
Александр Владимирович Бабаков (р. 1974) — российский топ-менеджер, с 2015 года — генеральный директор ООО «Газпром трансгаз Москва».

## Биография
Родился в 1974 году в Брянске. В 1996 году окончил Брянский государственный технический университет по специальности «Турбиностроение».
Вся профессиональная деятельность связана с ООО «Газпром трансгаз Москва».
- 1996—2005 — занимал различные инженерные должности, последняя — заместитель начальника Моршанского Управления магистральных газопроводов (УМГ);
- 2005—2010 — начальник Путятинского УМГ;
- 2010—2012 — начальник Моршанского УМГ;
- 2012—2015 — заместитель главного инженера, главный инженер — первый заместитель генерального директора ООО «Газпром трансгаз Москва»;
- с 2015 года — генеральный директор ООО «Газпром трансгаз Москва»[1][2].

## Награды
- Медаль ордена «За заслуги перед Отечеством» II степени (1 октября 2021 года) — за достигнутые трудовые успехи и многолетнюю добросовестную работу[3].
- Почётная грамота Президента Российской Федерации (19 августа 2024 года) — за вклад в реализацию проекта строительства автомобильной дороги М-12 «Восток» и многолетнюю добросовестную работу[4].